# Garokk
Garokk l'Homme Pétrifié est un personnage de fiction, un super-vilain appartenant à l'univers de Marvel Comics. Créé par le scénariste Roy Thomas et le dessinateur Jack Kirby, il apparaît pour la première fois dans le comic book Astonishing Tales #2 en 1970.

## Biographie du personnage
À l'origine, l'homme surnommé 'Garokk était un marin anglais dont le navire, le HMS Drake, s'échoua sur la banquise de l'Antarctique, au XVe siècle.
Emporté par une vague, l'homme s'échoua sur la Terre Sauvage, dans le territoire du Peuple Soleil, qui vénérait le dieu du soleil Garokk. Le marin trouva une statue de la divinité et but une coupe d'eau cachée en dessous, car il était assoiffé. Il fut finalement chassé par les indigènes et réussit à revenir au bateau, qui reprit la route vers l'Europe.
À son retour, il découvrit qu'il était immortel mais qu'il se transformait peu à peu en pierre vivante, à l'image de la statue.
Il repartit en Terre Sauvage et aida Ka-Zar à stopper la prêtresse guerrière du Peuple Soleil. Mais sa condition l'avait rendu peu à peu fou et il pensa être devenu Garokk lui-même, s'inventant une divinité propre. Il comptait détruire l'Humanité pour apporter la paix au monde mais fut battu par Ka-Zar, qui l'attira dans une fontaine magique où il perdit ses pouvoirs, et sa jeunesse éternelle. Il mourut en quelques instants et son corps tomba en poussière.
Plus tard, la prêtresse Zala captura l'aventurier Kirk Marston et le transforma en Garokk, en utilisant les cendres conservées. Garokk força les tribus indigènes à lui construire une cité. Il fut stoppé par les X-Men et Ka-Zar. D'une puissante rafale optique, Cyclope le fit tomber d'une falaise dans un puits de lave.
Quelques mois après, Magnéto retrouva Garokk qui avait survécu à la chute. A moitié transformé en cristal, Garokk avait perdu toute intelligence. Le mutant le força à garder sa base. Il combattit Tornade mais tomba de nouveau dans un puits profond.
Il survécut et récupéra peu à peu sa raison.
Il fut par la suite utilisé par le monstrueux Terminus, servant de pilote à l'armure géante alien. Garokk retrouva son libre arbitre et utilisa une machine fabriquée par le Maître de l'évolution pour restaurer l'environnement détruit par Terminus, battu par les Vengeurs. Ce processus infusa son essence dans la Terre Sauvage, à qui il est désormais complètement lié.
Il revint une nouvelle fois en tant qu'adversaire de Ka-Zar mais fut encore vaincu.

## Pouvoirs et capacités
- Garokk est un homme qui fut transformé lentement en pierre organique, lui donnant une apparence pétrifiée. La transformation l'a rendu éternel et insensible au vieillissement.
- La dureté de sa peau lui évite d'être blessé par des impacts trop faibles et lui octroie une endurance surhumaine.
- Les yeux de Garokk peuvent émettre de puissants rayons brûlants, de lumière ou de force.
- Garokk a le don de drainer d'autres sources d'énergie pour stimuler son pouvoir. Quand son énergie est à son maximum, il est capable de créer un portail dimensionnel et d'y transporter une ville entière. A un niveau subatomique, Garokk contrôle la matière de la Terre Sauvage.
- Il peut alors aussi accroitre sa taille, ou changer de forme, passant d'une enveloppe de pure énergie à son corps de pierre en quelques instants.
- C'est un télépathe de faible niveau, glanant des connaissances dans les rêves de ses fidèles et pouvant créer une image mentale gigantesque de lui-même.